# Nimbaphrynoides occidentalis
Nimbaphrynoides occidentalis – gatunek płaza bezogonowego z rodziny ropuchowatych (Bufonidae); jedyny przedstawiciel rodzaju Nimbaphrynoides. W odróżnieniu od większości płazów, składających swe jaja do zbiorników wodnych, gatunek ten jest żyworodny. Już ukształtowane potomstwo wydawane jest na świat przez matkę, w obrębie której następował ich rozwój.
Zwierzę występuje w regionie góry Nimba (1752 m n.p.m.) znajdującej się na granicy Wybrzeża Kości Słoniowej i Gwinei, w pobliżu granicy z Liberią. Zamieszkuje górskie łąki w przedziale wysokości od 1200 do około 1680 m n.p.m.
Gatunek ten jest krytycznie zagrożony wyginięciem ze względu na skrajnie mały i pofragmentowany zasięg występowania i spadającą jakość siedlisk.